# قنفذ هندي طويل الأذن
ثنفذ هندي طويل الأذن (الاسم العلمي: Hemiechinus collaris)، نوع صغير من الثدييات الأصلية في شمال الهند وباكستان. إنه حيوان حاشري وليلي.